# Театральна площа (Одеса)
Театральна площа — одна із площ Одеси, розташована в історичному центрі в Приморському районі у межах між Театральним провулком, сквером Пале-Рояль, Музеєм морського флоту та двома внутрішніми рогами, утвореними вулицями Ланжеронівською та Рішельєвською. Назву площа дістала від головної будівля, яка тут розташована — Одеського театру опери та балету.

## Історія
Уперше назва «Театральна» з'явилася 1809 року, після відкриття тут першого міського театру. До будівництва теперішньої в наші дні будівлі театру опери та балету, назву «Театральна площа» приписували великому відкритому майданчику перед портиком першого театру, який знищила пожежа 1873 року. Сучасні риси майдан отримав у 1887, після зведення нової будівлі театру.
Сучасного вигляду площа набула вже після німецько-радянської війни, коли ухвалили рішення знести будинки під першими номерами, які значно постраждали під час бомбардувань Одеси в дні оборони міста радянською армією. У 1952 році на Театральній площі з'явилися Дошки пошани передовиків виробництва і стенди з показниками соціалістичних досягнень. У дні святкування 20-ї річниці визволення міста від військ Третього Рейху, 10 квітня на площі з'явився меморіал з першими іменами Героїв Радянського Союзу. Не зважаючи на початок російсько-української війни та закони про декомунізацію, на площі не тільки збереглися меморіальні дошки на честь Героїв Радянського Союзу, повних кавалерів Ордена Слави, осіб, відзначених чотирьох медалей «За відвагу» та Героїв Соціалістичної праці, але ці меморіали ще у поповлювалися новими іменами у 2015 році. З початку повномасштабного вторгнення Росії в Україну було піднято питання декомунізації площі.